# Juskova Voľa
Juskova Voľa (bis 1927 slowakisch „Jusko Voľa“; ungarisch Józsefvölgy – bis 1907 Juszkóvolya) ist eine Gemeinde im Osten der Slowakei mit 287 Einwohnern (Stand 31. Dezember 2024), die im Okres Vranov nad Topľou, einem Teil des Prešovský kraj, liegt.

## Geographie

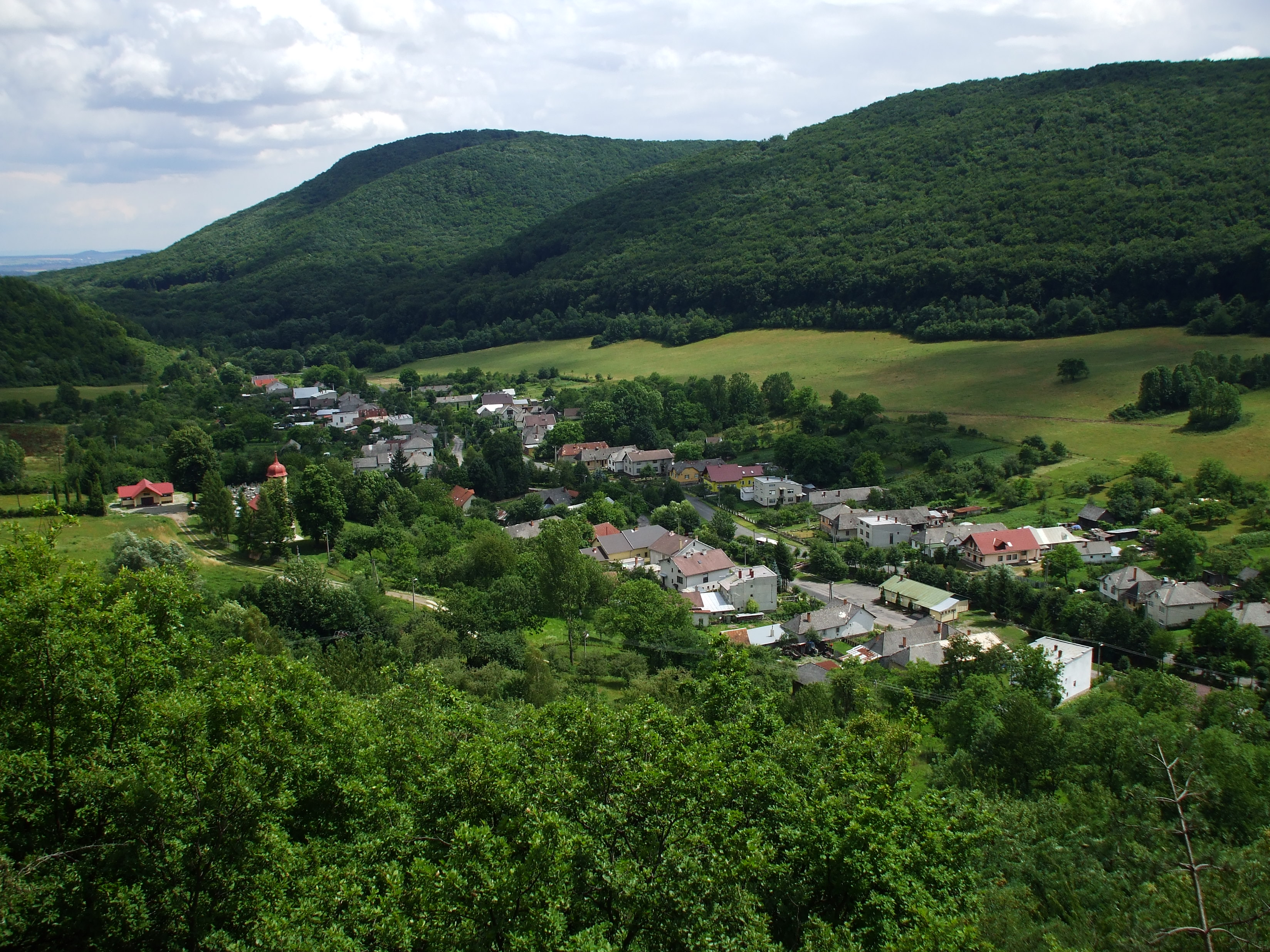
Juskova Voľa

Die Gemeinde befindet sich am Ostrand des Gebirges Slanské vrchy, im Tal des Baches Lomnica im Einzugsgebiet der Topľa, in einer dicht bewaldeten Gegend. Das Ortszentrum liegt auf einer Höhe von 261 m n.m. und ist neuneinhalb Kilometer von Vranov nad Topľou entfernt.
Nachbargemeinden sind Zámutov im Westen, Nordwesten und Norden, Čaklov im Nordosten, Vechec im Osten und Südosten, Banské im Süden sowie Rankovce, Mudrovce und Kecerovský Lipovec im Südwesten.

## Geschichte

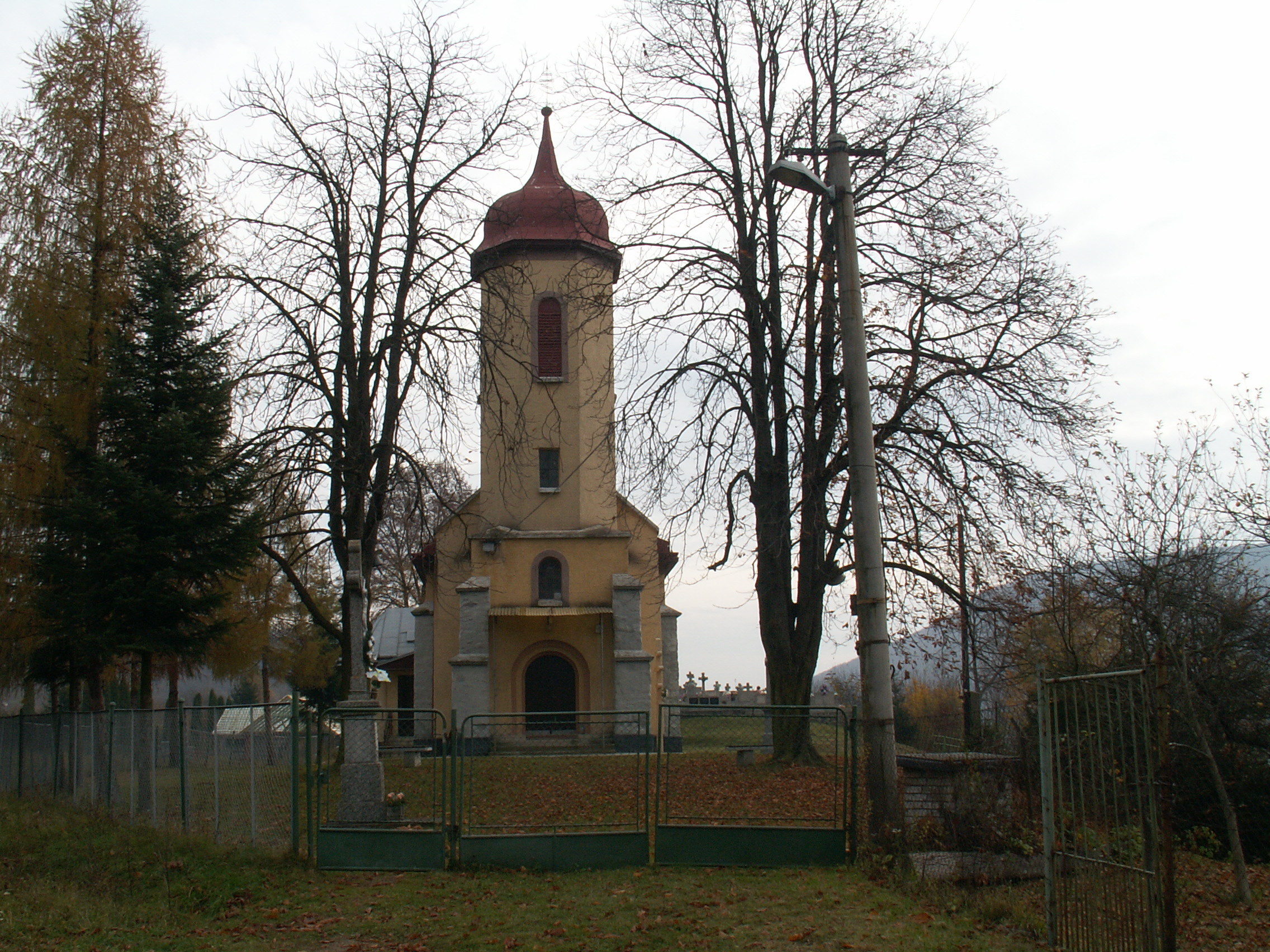
Griechisch-katholische Kirche

Juskova Voľa wurde nach deutschem Recht gegründet und zum ersten Mal 1390 als Volya schriftlich erwähnt, weitere historische Bezeichnungen sind unter anderen Juszko-Wolya (1786) und Juskowola (1808). Das Dorf war Teil der Herrschaft von Humenné, vom 17. bis zum 19. Jahrhundert besaß die Familie Hadik-Barkóczy Gutsanteile. 1715 gab es acht verlassene und fünf bewohnte Haushalte. 1787 hatte die Ortschaft 31 Häuser und 215 Einwohner, 1828 zählte man 34 Häuser und 285 Einwohner, die als Köhler, Stellmacher und Waldarbeiter tätig waren. Die Einwohner nahmen am Ostslowakischen Bauernaufstand von 1831 teil.
Bis 1918 gehörte der im Komitat Semplin liegende Ort zum Königreich Ungarn und kam danach zur Tschechoslowakei beziehungsweise heute Slowakei. Auch in der Zeit der ersten tschechoslowakischen Republik verblieb die Bevölkerung bei traditionellen Einnahmequellen, es gab zudem zwei Steinbrüche. Nach dem Zweiten Weltkrieg wurde die örtliche Einheitliche landwirtschaftliche Genossenschaft (Abk. JRD) im Jahr 1959 gegründet, ein Teil der Einwohner pendelte zur Arbeit in Industriebetriebe in Košice, Strážske und Hencovce.

## Bevölkerung
| Jahr                | 1994 | 2004     | 2014    | 2024     |
| ------------------- | ---- | -------- | ------- | -------- |
| Anzahl der Personen | 278  | 315      | 320     | 287      |
| Unterschied         |      | +13,30 % | +1,58 % | −10,31 % |

| Jahr                | 2023 | 2024    |
| ------------------- | ---- | ------- |
| Anzahl der Personen | 288  | 287     |
| Unterschied         |      | −0,34 % |

Nach der Volkszählung 2011 wohnten in Juskova Voľa 345 Einwohner, davon 313 Slowaken sowie jeweils ein Russine, Tscheche und Ukrainer. 29 Einwohner machten keine Angabe zur Ethnie.
174 Einwohner bekannten sich zur griechisch-katholischen Kirche, 127 Einwohner zur römisch-katholischen Kirche und sechs Einwohner zur Evangelischen Kirche A. B. Sechs Einwohner waren konfessionslos und bei 31 Einwohnern wurde die Konfession nicht ermittelt.

## Bauwerke und Denkmäler
- griechisch-katholische Kirche Kyrill-und-Method-Kirche aus den Jahren 1938–1940[6]

## Verkehr
Nach Juskova Voľa führt nur die Cesta III. triedy 3615 („Straße 3. Ordnung“) von Vechec (Anschluss an die Cesta II. triedy 576 („Straße 2. Ordnung“)) heraus. Der nächste Bahnanschluss ist in Vranov nad Topľou an der Bahnstrecke Strážske–Prešov.